# Regne de Rob
El Regne de Rob (En bactrià: Ροβ, Rōb) fou un petit regne de l'Àsia central, al sud de Bactriana. Es trobava en l'actual districte Ruyi Du Ab a la província de Samangan, a Afganistan. S'han trobat nombrosos documents en llengua bactriana fent referència al regne.

## Etimologia
Tot i que Frantz Grenet utilitza la frase «Regne de Rob», Khodadad Rezakhani afirma que els documents bactris mai es refereixen al governant de Rob com a «rei», sempre es fa servir el terme de «senyor». Nicholas Sims-Williams fa servir la frase «Khar de Rob» i «Regne de Rob».

## Situació geogràfica
L'àrea sota control de Rob incloïa Madr (o Malr), Kah (avui dia Kahmard), i altres localitzacions no identificades com Rizm i Gandar. Durant el segle VII també controlava Samingan (avui dia Haibak). Khodad Rezakhani considera que l'àrea de Warnu estava massa lluny per a ser considerada part del Regne de Rob.
El regne de Rob estava rodejat per les regions de Guzgan al nord-oest, i del Kadagastan a l'est. Al sud es trobava la gran ciutat de Bamian, que es menciona de forma molt ocasional en alguns documents de Rob, probablement per les grans muntanyes que separaven les dues àrees.

## Història
El líder dels Huns Alchon, Mehama, és esmentat en una carta en llengua bactriana escrita el 461-462 dC, s'hi declara governador i vassall de Peroz I, emperador dels sassànides. La carta provenia dels arxius del Regne de Rob, al sud de Bactria. En aquesta es presenta així:
| « | Meyam, Rei del poble de Kadag, governador del famós i pròsper Rei de Reis Peroz. | » |

El 484 dC Peroz és vençut i assassinat pels heftalites, i Bactria cau sota el seu poder. Un contracte en llengua bactriana, part dels arxius del Regne de Rob, va ser descoberta i en ella s'esmentava el pagament d'impostos als heftalites, i es menciona que per tal de pagar-les seria necessari vendre terres. Aquest escrit data del 483/484 dC.
També es van trobar dos documents, datats en el període comprès del 492 al 527. Aquests esmenten els impostos pagats als heftalites. Un altre document, sense data, al·ludeix:
| «                            | Sartu, fill de Hwade-gang, pròsper Yabghu del poble Heftalita (ebodalo shabgo); Haru Rob, escriba del governant Heftalita (Ebodalo eoaggo), jutge del Tokharistan i el Gharchistan. | » |
| — Documents del Regne de Rob | |   |

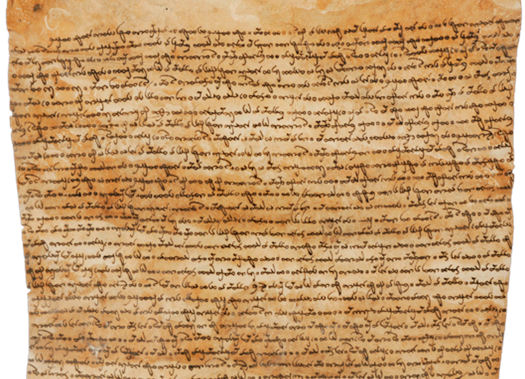
Contracte en llengua bactriana de l'arxiu del Regne de Rob, esmentant els impostos dels heftalites. 483/484 dC
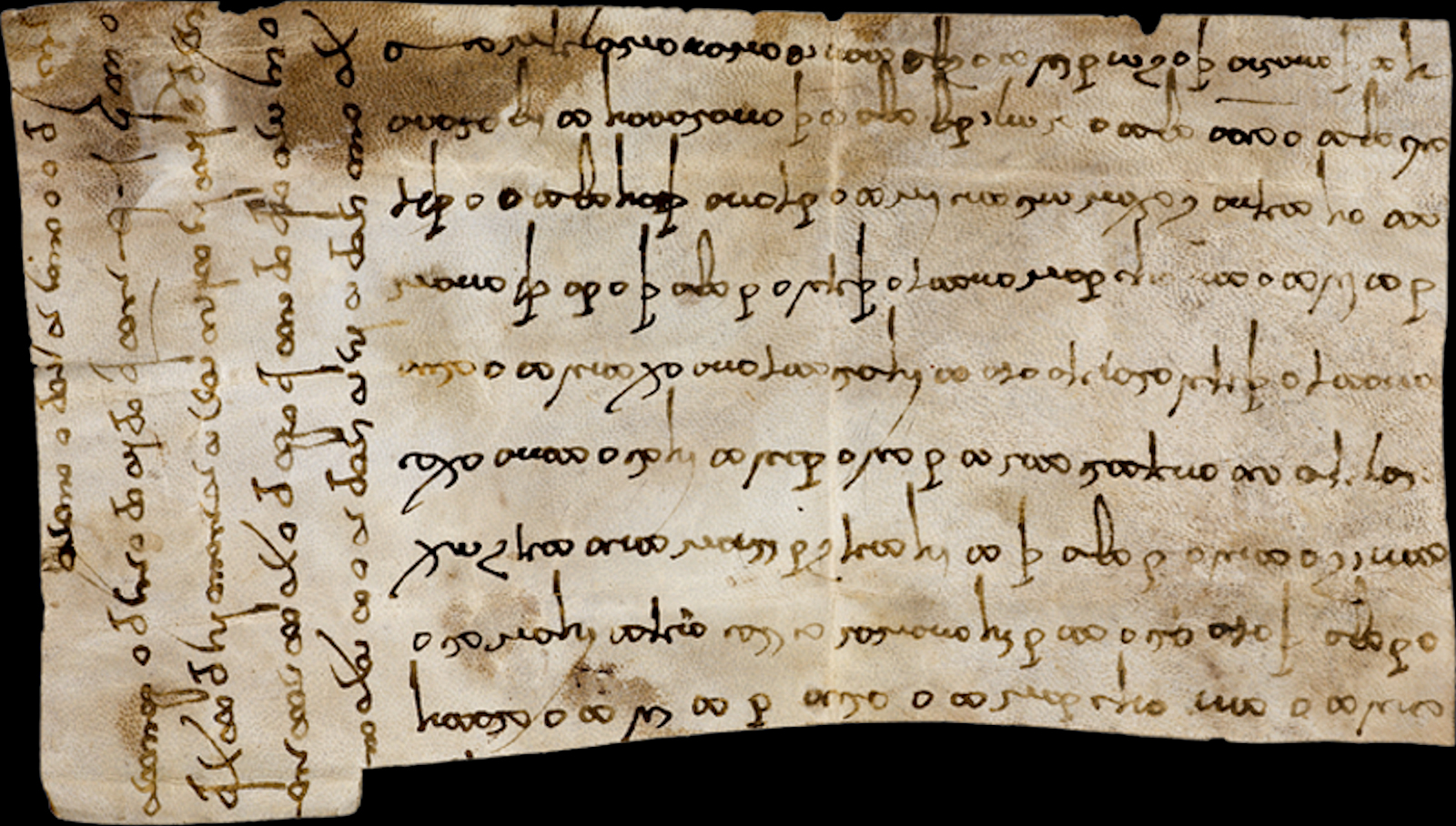
Carta en llengua bactriana de "Meyam, Rei del poble de Kadag", es creu que "Meyam" és Mehama. Datada del 461/462 dC, dels arxius del Regne de Rob.
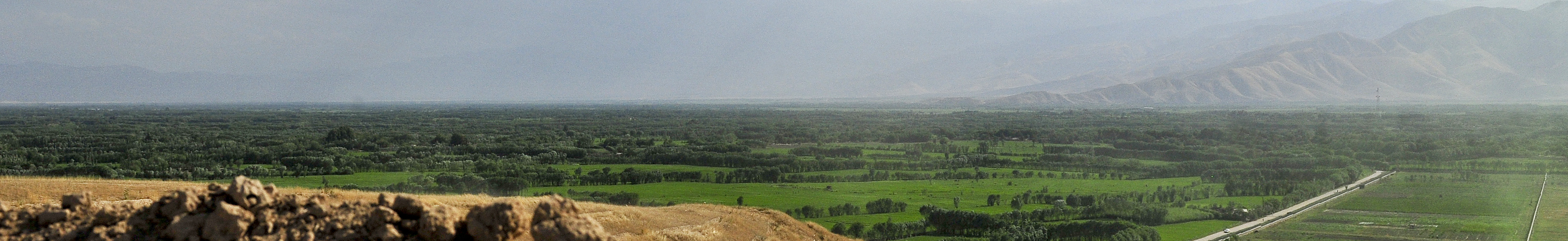
Provincia de Samangan, àrea anteriorment controlada pel Regne de Rob.